# Веслування на байдарках і каное на літніх Олімпійських іграх 1976
Змагання з веслування на байдарках і каное в програмі літніх Олімпійських ігор 1976 включають в себе лише спринтерські гонки. 

## Медальний залік
| Місце               | Країна              | Золото | Срібло | Бронза | Загалом |
| ------------------- | ------------------- | ------ | ------ | ------ | ------- |
| 1                   | СРСР (URS)          | 6      | 3      | 0      | 9       |
| 2                   | НДР (GDR)           | 3      | 1      | 3      | 7       |
| 3                   | Румунія (ROU)       | 1      | 1      | 2      | 4       |
| 4                   | Югославія (YUG)     | 1      | 0      | 1      | 2       |
| 5                   | Угорщина (HUN)      | 0      | 3      | 5      | 8       |
| 6                   | Іспанія (ESP)       | 0      | 1      | 0      | 1       |
| 6                   | Канада (CAN)        | 0      | 1      | 0      | 1       |
| 6                   | Польща (POL)        | 0      | 1      | 0      | 1       |
| Загалом (8 збірних) | Загалом (8 збірних) | 11     | 11     | 11     | 33      |

## Результати

### Чоловіки
| Дисципліна                | Золото                                                                      | Срібло                                                                                | Бронза                                                               |
| ------------------------- | --------------------------------------------------------------------------- | ------------------------------------------------------------------------------------- | -------------------------------------------------------------------- |
| Каное-одиночки, 500 м     | Олександр Рогов (URS)                                                       | Джон Вуд (CAN)                                                                        | Матія Любек (YUG)                                                    |
| Каное-одиночки, 1000 м    | Матія Любек (YUG)                                                           | Василь Юрченко (URS)                                                                  | Тамаш Вихман (GDR)                                                   |
| Каное-двійки, 500 м       | СРСР (URS) Сергій Петренко Олександр Виноградов                             | Польща (POL) Єжи Опара Анджей Гронович                                                | Угорщина (HUN) Тамаш Будай Оскар Фрей                                |
| Каное-двійки, 1000 м      | СРСР (URS) Сергій Петренко Олександр Виноградов                             | Румунія (ROU) Георге Данієлов Тома Сіміонов                                           | Угорщина (HUN) Тамаш Будай Оскар Фрей                                |
| Байдарки-одиночки, 500 м  | Василе Диба (ROU)                                                           | Золтан Станіті (HUN)                                                                  | Рюдігер Гельм (FRG)                                                  |
| Байдарки-одиночки, 1000 м | Рюдігер Гельм (FRG)                                                         | Геза Чапо (FRA)                                                                       | Василе Диба (ROU)                                                    |
| Байдарки-двійки, 500 м    | ФРН (FRG) Йоахім Маттерн Бернд Ольбріхт                                     | СРСР (URS) Сергій Нагорний Володимир Романовський                                     | Румунія (ROU) Ларіон Сергій Полікарп Маліхін                         |
| Байдарки-двійки, 1000 м   | СРСР (URS) Сергій Нагорний Володимир Романовський                           | ФРН (FRG) Йоахім Маттерн Бернд Ольбріхт                                               | Угорщина (HUN) Золтан Бако Іштван Сабо                               |
| Байдарки-четвірки, 1000 м | СРСР (URS) Сергій Чухрай Олександр Дегтярьов Юрій Філатов Володимир Морозов | Іспанія (ESP) Хосе Марія Естеба Хосе Рамон Лопес Ермініо Менендес Луїс Грегоріо Рамос | НДР (GDR) Франк-Петер Бішоф Бернд Дувіньо Рюдігер Гельм Юрген Ленерт |

### Жінки
| Дисципліна               | Золото                              | Срібло                                  | Бронза                                 |
| ------------------------ | ----------------------------------- | --------------------------------------- | -------------------------------------- |
| Байдарки-одиночки, 500 м | Карола Цірцов (GDR)                 | Тетяна Коршунова (URS)                  | Клара Райнаї (HUN)                     |
| Байдарки-двійки, 500 м   | СРСР (URS) Ніна Гопова Галина Крефт | Угорщина (HUN) Анна Пфеффе Клара Райнаї | НДР (GDR) Бербель Костер Карола Цірцов |